# باركلايفيلي
باركلايفيلي هي مدينة من مدن ليبيريا. يبلغ عدد سكانها 2733 نسمة وذلك حسب إحصائيات سنة 2008.